# محرشفة صغيرة العيون
محرشفة صغيرة العيون (الاسم العلمي: Hymenolepis microps) هي نوع من الحيوانات تتبع جنس المحرشفة من فصيلة المحرشفات.